# Adventure race
Adventure racing sau raid de aventura este un sport complex prin care se parcurg continuu in regim de orientare probe ca mountain bike, alergare montana, caiac-canoe, înot, rapel, tiroliana, rafting, caving, calarie, alpinism etc. De obicei toate acestea se desfasoara in zone salbatice cat mai dificil de accesat. Este un sport de echipa pentru ca in caz de accident membri echipei sa se poata salva unii pe altii.  
O alta particularitate a curselor de adventure race, care le face si mai dificile, este aceea ca cele mai multe se desfasoara non-stop echipele parcurcand zi si noapte etapele cursei in zone salbatice. Echipele aleg singure daca se odihnesc si cat. De obicei in prima noapte de concurs nu se doarme deloc iar in urmatoarele este indicat sa dormi cate 15-20 de minute.
O competiție poate dura de la câteva ore până la 7  zile și se poate desfășura pe distanțe între 50 km și 500 km uneori chiar mai mult.
Acest sport a fost foarte popular la un moment dat în România, după ce în Statele Unite, vestul Europei, Australia si Noua Zeelanda a devenit aproape un fenomen cea mai extrema si cunoscuta cursa fiind Eco Challenge
Unul din punctele de atracție ale acestui sport este lucrul în echipă. Victoria echipei depinde de cât de bine este închegată aceasta și mai puțin de performanțele individuale. Echipele participante la competițiile de adventure racing pot avea 2-5 membri, în funcție de regulile stabilite de fiecare organizator în parte. De asemenea, disciplinele si distantele fiecareia pot varia de la o competiție la alta. De cele mai multe ori, echipele participante la adventure race trebuie să fie mixte.
Adventure racing este printre puținele sporturi în care chiar și numai terminarea competiției este considerată victorie.
Din Romania, una dintre cele mai cunoscute echipe NoMad Adventure Team, a participat singura sau in diferite aliante la cele mai multe competitii externe cum sunt: Abu Dhabi Adventure, IGWA in Guadeloupe, XVenture in Bulgaria, Traversarea Ungariei si cursa de aventura a Ucrainei. 

## Competiții
- Gyilkosto Adventure Race Arhivat în 26 septembrie 2007, la Wayback Machine. - România;
- Continent Expeditions Arhivat în 18 ianuarie 2007, la Wayback Machine. - Africa;
- TERRA INCOGNITA Adventure Race Arhivat în 26 septembrie 2007, la Wayback Machine. - Croația;
- Carpathian Adventure Race - România;
- ECO Explora Arhivat în 30 mai 2008, la Wayback Machine. - România;

## Echipe

### Echipe din România
- NoMad Adventure Team: Daniel Sardan si Allen Coliban;

- Grind: Dan Andreea - Zarnesti, Spulber Adrian - Zarnesti, Spulber Dan - Zarnesti, Clinciu Lucian - Zarnesti;

- NEUZER Racing Team: Cârsteanu Dombi András - Sf. Gheorghe, Márk Elod Miklós - Sf. Gheorghe, Jakab Benke Hajnalka 	- Sf. Gheorghe, Szocs Károly-Csaba - Sf. Gheorghe;

- DIAMIR: Marc Daniel - Tirgu-Mures, Bucur Dumitru - Tirgu-Mures, Francu Dorin - Zarnesti, David Cornelia - Bucuresti;

- FOX TERIERII: Dan Suzana - Zarnesti, Lolu Ciprian - Zarnesti, Dan Stefan - Zarnesti, Dan Cosmin - Zarnesti;

- EASY WALKERS: Dodó Gábor - Tirgu-Mures, Mircea Gusztáv Róbert - Tirgu-Mures, Szász Attila - Tirgu-Mures, Deac Ioana - Tirgu-Mures;
- DIANTHUS: Corina Fodor - Mediaș, Caba Dan - Mediaș, Maca Aurel - Mediaș, Teglaș Feri - Mediaș;

XTR-Kozma Zoltan,Miklos Erzsebet Jacinta